# Neoconocephalus prasinus
Neoconocephalus prasinus är en insektsart som först beskrevs av Josef Redtenbacher 1891.  Neoconocephalus prasinus ingår i släktet Neoconocephalus och familjen vårtbitare. Inga underarter finns listade i Catalogue of Life.